# Elecciones provinciales de Río Negro de 1987
Las elecciones generales de la provincia de Río Negro de 1987 tuvieron lugar el domingo 6 de septiembre del mencionado año con el objetivo de renovar las instituciones provinciales y municipales de la provincia. Fueron las segundas elecciones provinciales desde la restauración de la democracia en 1983, así como los sextos comicios rionegrinos desde la provincialización del territorio en 1958, y los últimos bajo la constitución de 1957. Se realizaron en simultáneo con las elecciones legislativas de medio término a nivel nacional.
Bajo la constitución provincial entonces vigente, debía elegirse un Gobernador y 36 bancas de la Legislatura Provincial, componiéndose los poderes ejecutivo y legislativo de la provincia para el período 1983-1987. Al mismo tiempo, se eligió a las autoridades locales de los numerosos municipios de la provincia, compuestos por un intendente con un mandato de dos o cuatro años que ejercería el poder ejecutivo y un Concejo Deliberante a cargo del poder legislativo. En paralelo con las elecciones de las autoridades provinciales, se acordó organizar una reforma de la constitución, para lo cual se elegirían, en paralelo con las elecciones generales provinciales, a 36 convencionales constituyentes para redactar una nueva carta magna, la segunda vez en la historia de la provincia en que esto sucedería y la primera vez que las elecciones de convencionales constituyentes se realizarían sin partidos políticos proscriptos. Dos municipios, Allen y General Roca, celebraron a su vez elecciones de convencionales para redactar nuevas cartas orgánicas (constituciones locales). Se trató también de la primera instancia de renovación constitucional que tenía lugar en la provincia desde 1962.
La competencia fue principalmente entre Horacio Massaccesi, candidato de la oficialista Unión Cívica Radical (UCR), y Remo Costanzo, del Partido Justicialista (PJ) y apoyado por una alianza con el Partido Demócrata Cristiano (PDC) y el Partido Intransigente (PI) denominada «Frente para la Victoria». Sin embargo, a diferencia de los anteriores comicios, en esta oportunidad hubo una tercera formación coherente. El Partido Provincial Rionegrino (PPR) postuló de nuevo a Roberto Requeijo, exgobernador de facto durante la dictadura militar autodenominada Revolución Argentina, que había obtenido el segundo puesto en las elecciones de 1973. Hubo otros seis candidatos, ninguno de los cuales tuvo posibilidades reales de éxito.
Mientras que en todo el país el radicalismo gobernante sufrió una aplastante derrota al perder cinco de las siete gobernaciones que ocupaba, Río Negro fue, junto con Córdoba, una de las dos únicas excepciones de la jornada. Massaccesi se impuso por un margen muy estrecho, con el 37,97% de los votos, una notoria pérdida con respecto a la mayoría absoluta de votos lograda por Osvaldo Álvarez Guerrero en las anteriores elecciones. Costanzo se ubicó en el segundo puesto con el 35,14%, lo que también implicó una ligera caída. Requeijo, por su parte, obtuvo el 21,30% de los votos, multiplicando varias veces el resultado del PPR de 1983 y provocando un efecto arrastre que permitió al partido volver a la legislatura provincial después de once años e ingresar como contrapeso para el bipartidismo en la convención constituyente. El poder legislativo provincial quedó compuesto por 17 diputados radicales, 12 justicialistas y 7 del PPR. La convención constituyente tuvo exactamente la misma composición que el legislativo provincial. La participación fue del 83,56% del electorado registrado.
Massaccesi juró el cargo el 10 de diciembre de 1987, convirtiéndose en el primer gobernador constitucional rionegrino en suceder a un predecesor igualmente electo. La nueva constitución se promulgó el 3 de junio de 1988, aumentando el número de diputados, permitiendo la reelección del gobernador, y creando el cargo de vicegobernador como su sucesor constitucional inmediato en el poder ejecutivo. En noviembre de ese año, el radical Pablo Verani asumió como el primer vicegobernador de la provincia.

## Contexto
Las elecciones de Río Negro de 1983 se realizaron en el marco de la transición democrática a nivel nacional tras la dictadura militar autodenominada Proceso de Reorganización Nacional. Raúl Alfonsín, de la Unión Cívica Radical, resultó elegido presidente por amplio margen sobre Ítalo Luder, del Partido Justicialista, gobernante antes del golpe y electoralmente dominante desde su fundación. En Río Negro, el candidato radical Osvaldo Álvarez Guerrero derrotó al peronista Mario Franco, gobernador previo a la dictadura. El Partido Provincial Rionegrino, que se había convertido en una de las principales fuerzas políticas de la provincia en 1973, se vio reducido a una fuerza sumamente minoritaria, mientras que las competencias pasaron a ser en general bipartidistas. Álvarez Guerrero asumió el 10 de diciembre de 1983.
En 1985 tuvieron lugar elecciones legislativas de medio término, mientras que en Río Negro numerosos municipios renovaron sus autoridades y algunas de las principales ciudades convocaron a comicios constituyentes para redactar nuevas cartas orgánicas (constituciones locales). La UCR oficialista triunfó por aplastante margen en estos comicios con el 53,11% de los votos, superando al PJ (28,11%) por veinticinco puntos porcentuales. Hubo un fortalecimiento de las terceras fuerzas a la izquierda y a la derecha de ambos partidos. El Partido Intransigente (sucesor de la antigua UCRI) obtuvo el 7,46% en las elecciones para diputados nacionales, mientras que el Partido Provincial Rionegrino, que era encabezado por el exgobernador de facto Roberto Requeijo y que había sufrido un fuerte descalabro luego de su crecimiento en la década de 1970, logró un notorio renacimiento al obtener el tercer puesto en los comicios municipales, arrebatando al justicialismo la mayoría en el Consejo Deliberante de Viedma, la capital provincial.
La difícil situación económica que enfrentaba el gobierno de Alfonsín a nivel nacional y el Álvarez Guerrero en el plano provincial complicó el panorama para la UCR de cara a las inminentes elecciones de renovación de autoridades que debían enfrentar las provincias en 1987. Del mismo modo, la campaña estaría signada por el Proyecto Patagonia del gobierno de Alfonsín, que preveía el traslado a Viedma de la Capital Federal (entonces en la federalizada ciudad de Buenos Aires). Para el cumplimiento de este proyecto, resultaba trascendental para el gobierno retener los gobiernos de la provincia de Buenos Aires y de Río Negro.
Poco antes de la finalización de su mandato, el gobierno de Álvarez Guerrero consensuó con los distintos sectores políticos de la provincia la realización de una reforma constitucional, cuyo objetivo sería suplantar a la carta magna aprobada en 1957 y cuya legalidad democrática era cuestionada, al haberse promulgado en el marco de la proscripción de fuerzas políticas durante un gobierno de facto.

## Reglas electorales

### Cargos a elegir
La constitución promulgada el 10 de diciembre de 1957 establecía las siguientes autoridades provinciales y sus respectivos criterios de elección:
- Gobernador electo por mayoría simple. La constitución vigente no preveía el cargo de Vicegobernador provincial.
- 36 diputados, la totalidad de los miembros de la Legislatura Provincial. Electos por 8 circuitos electorales de entre 3 y 6 diputados cada una por sistema d'Hondt.

De acuerdo con los acuerdos para realizar una reforma constitucional a concretarse en 1988, debían elegirse también:
- 36 convencionales constituyentes. Electos bajo el mismo sistema que la legislatura provincial.

### Renovación legislativa
| Alto Valle Centro Alto Valle Este Alto Valle Oeste Andino Atlántico Línea Sur Valle Inferior Valle Medio | Alto Valle Centro Alto Valle Este Alto Valle Oeste Andino Atlántico Línea Sur Valle Inferior Valle Medio                                                       | Alto Valle Centro Alto Valle Este Alto Valle Oeste Andino Atlántico Línea Sur Valle Inferior Valle Medio |
| Sección electoral                                                                                        | Localidades | Diputados                                                                                                |
| --- | --- | --- |
| Alto Valle Oeste                                                                                         | Ver localidades - Barda del Medio - Catriel - Cinco Saltos - Cipolletti - Contralmirante Cordero - Las Perlas                                                  | 6 |
| Alto Valle Centro                                                                                        | Ver localidades - Allen - Cervantes - Cerro Policía - El Cuy - General Fernández Oro - General Roca - Lonco Vaca - Mencué - Naupa Huen                         | 4 |
| Alto Valle Este                                                                                          | Ver localidades - Chichinales - General Enrique Godoy - Ingeniero Huergo - Mainqué - Valle Azul - Villa Regina                                                 | 6 |
| Zona Andina                                                                                              | Ver localidades - Bariloche - Comallo - El Bolsón - El Maitén - Los Repollos - Ñorquicó - Pilcaniyeu - Río Chico - Río Villegas                                | 6 |
| Zona Atlántica                                                                                           | Ver localidades - Arroyo de la Ventana - Arroyo Los Berros - Nahuel Niyeu - San Antonio Oeste - Sierra Grande - Valcheta                                       | 3 |
| Línea Sur                                                                                                | Ver localidades - Aguada de Guerra - Clemente Onelli - El Caín - Ingeniero Jacobacci - La Esperanza - Los Menucos - Maquinchao - Ramos Mexía - Sierra Colorada | 3 |
| Valle Inferior                                                                                           | Ver localidades - Viedma - Guardia Mitre - General Conesa | 4 |
| Valle Medio                                                                                              | Ver localidades - Chelforó - Chimpay - Choele Choel - Coronel Belisle - Darwin - Lamarque - Luis Beltrán - Pichi Mahuida - Pomona - Río Colorado - Trapalco    | 4 |

## Candidaturas

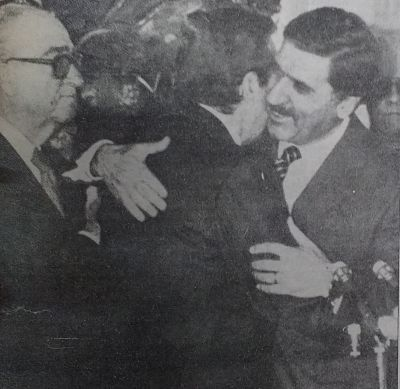
El nombramiento de Julio Rajneri como ministro de Educación y Justicia de la Nación posiblemente correspondió a un intento de Raúl Alfonsín de perfilarlo como candidato.

La oficialista Unión Cívica Radical realizó internas para elegir al sucesor de Álvarez Guerrero que, imposibilitado para acceder a una reelección por la constitución entonces vigente, fue postulado como primer candidato del radicalismo a diputado nacional. La competencia interna estuvo al principio limitada a una puja entre el ministro de Educación y Justicia Julio Rajneri, un dirigente histórico que había ejercido como convencional constituyente en 1957 y que además era director del importante Diario Río Negro, principal medio de comunicación de la Patagonia argentina, y el diputado nacional Horacio Massaccesi, un dirigente joven que ocupaba un cargo ministerial en la gobernación.
Originalmente elegido como diputado provincial en 1983 y públicamente desconocido hasta entonces, Massaccesi había ascendido meteóricamente en su carrera política luego de que el ministro de Gobierno de Álvarez Guerrero, Oscar Pandolfi, visto como un muy probable sucesor del gobernador, cayera en desgracia en 1984 como consecuencia del escándalo que rodeó al indulto que emitió para Jorge Teodoro Aikes, condenado a diez años de prisión por abuso sexual, incidente que condujo a su renuncia. Massaccesi se posicionó posteriormente entre la opinión pública rionegrina cuando, como diputado nacional, fue el único legislador radical en rechazar la inclusión de la provincia de La Pampa en la Región Patagónica, desobedeciendo a la conducción partidaria.
El nombramiento de Rajneri como ministro en el gobierno nacional de Alfonsín posiblemente respondía a una intención del presidente en ejercicio de perfilarlo como candidato a gobernador, pero la conducción local, mayormente favorable a Massaccesi, consiguió adelantar seis meses la interna, originalmente prevista para marzo de 1987, lo que dejó al dirigente con poco tiempo para organizar su campaña a poco de haber asumido una cartera ministerial. Por lo tanto, Rajneri debió limitarse a apoyar a otro precandidato: Alberto Rionegro, también ex convencional. Rionegro se postuló como candidato de la «Lista Roja», mientras que Massaccesi lo hizo por la «Lista Blanca». Un tercer candidato fue Julio Dehais, que ya había presentado y luego retirado su precandidatura en 1983. Las internas tuvieron lugar en octubre de 1986 con un rotundo triunfo para Massaccesi, que logró 11.380 votos (57,56%) contra 4.934 de Rionegro (24,95%) y 3.458 de Dehais (17,49%), siendo de este modo proclamado candidato a gobernador.
La victoria de Massaccesi en las internas resultó una sorpresa debido a que no contaba con el apoyo de casi la totalidad del aparato partidario y mediático del radicalismo nacional, mientras que el fuerte apoyo mediático del Diario Río Negro a la candidatura de Rionegro resultó en última instancia inútil. A pesar del enfrentamiento interno, Rajneri intervendría en la campaña en favor de Massaccesi, y el enfrentamiento mediático con su gobierno provendría después de que resultara electo gobernador.
En cuanto a la oposición, el Partido Justicialista había experimentado una fuerte crisis interna tras la inesperada derrota de 1983, que motivó el progresivo de Mario Franco, perteneciente al sextor «ortodoxo», de la conducción del partido y su reemplazo por el sector «renovador» conducido por Remo Costanzo. De cara a los comicios, el justicialismo rionegrino decidió aplicar la estrategia frentista que el peronismo renovador de otros distritos estaba empleando para competir en los comicios provinciales, configurando una coalición electoral denominada «Frente par la Victoria» con el Partido Intransigente, encabezado por Julio Rodolfo Salto, que después de las elecciones de medio término poseía un caudal electoral importante; y el Partido Demócrata Cristiano, liderado por Edgardo Bagli, que se había ubicado en tercer lugar en las anteriores elecciones gubernativas. El retiro de Franco de la conducción del PJ, sin embargo, tuvo como saldo la deserción del exgobernador y la fundación de una pequeña escisión denominada «Partido Blanco» (nombrado así por el partido neoperonista que representó al movimiento durante la proscripción). Se considera que esta escisión pudo ser un factor debilitante que impidió la victoria de Costanzo. El primer candidato a diputado nacional del partido fue Carlos Ernesto Soria.
En el plano de las terceras fuerzas, el Partido Provincial Rionegrino, fundado en 1972 por el entonces gobernador de facto Roberto Requeijo, había visto su caudal electoral muy disminuido después de la última dictadura militar (1976-1983), pero posteriormente había experimentado un ligero refuerzo a nivel municipal. Además, el ingreso del Partido Intransigente a un frente con el justicialismo le permitió perfilarse como la mayor alternativa al bipartidismo peronista-radical, a lo que se sumó el retorno de Requeijo a las actividades políticas, siendo postulado por segunda vez como candidato a gobernador. Paralelamente, el militar fue a su vez primer candidato del partido a diputado nacional, lo que evidenció el fuerte control que tenía sobre la formación política.
El Movimiento de Integración y Desarrollo presentó a Luis Lutz para la gobernación. El Partido Demócrata Progresista y la Unión del Centro Democrático fundaron una alianza electoral. En mismo sentido actuaron el Partido Comunista y el Partido Humanista, suscribiendo el «Frente Amplio de Liberación» (FRAL). Otros tres partidos de izquierda presentaron candidaturas: el Movimiento al Socialismo, el Partido Obrero y el Movimiento Patriótico de Liberación - Frente de Izquierda Popular.
Cabe destacar que los tres primeros candidatos a diputado nacional (Álvarez Guerrero, Soria y Requeijo) de los tres principales partidos contendientes (la UCR, el PJ y el PPR) ejercieron alguna vez la gobernación de Río Negro.

## Campaña
Massaccesi centró su estrategia de campaña en plegarse a la propaganda alfonsinista a nivel nacional, comprometiéndose a continuar con la obra de gobierno de Álvarez Guerrero y trabajar junto a la administración nacional de Alfonsín. Los principales temas fueron la posible reubicación de la capital provincial si se concretaba el traslado de la capital nacional a Viedma, declarando su apoyo a que esta se ubicara en el sur de la provincia para continuar el proceso de descentralización con respecto a General Roca. Su principal eslogan y concepto de campaña fue «Soñar y Hacer», el cual sería posteriormente destacado como un sello del radicalismo rionegrino. El jefe de campaña del radicalismo fue el periodista Jorge De Macedo, presidente del canal provincial de televisión (Canal 10). Ante los escasos recursos económicos de los que disponía el equipo, este decidió realizar un enfoque directo, realizando numerosas giras con una estrategia distinta para las numerosas localidades de la provincia. Massaccesi se presentó durante algunas horas en varios pueblos, en los cuales habló directamente con ciudadanos locales. Además de «Soñar y Hacer», otro eslogan destacado fue «Horacio gobernador», que reutilizaba el eslogan «Horacio diputado» empleado en 1985, y que convirtió a Massaccesi en el primer político argentino conocido en emplear su nombre de pila para hacer campaña.
Definiendo a la provincia como el «eje del futuro» de la Argentina, el candidato radical se comprometió a crear «el estado más moderno» del país, defendiendo el programa presidencial de la "Convergencia Programática", pero adaptado a su vez al comienzo del «Proyecto Rionegrino» que sería el eje principal de su gobernación y que ya había comenzado a gestarse durante la gobernación de Álvarez Guerrero. También hizo hincapié en progresar con la integración en una identidad provincial. A pesar de que se esperaba un crecimiento del justicialismo en los comicios, el oficialismo rionegrino consideraba que volvería a ganar las elecciones. Pablo Verani, entonces intendente de General Roca y candidato a diputado provincial por la región del Alto Valle Centro, declaró que la ventaja de la UCR de cara a los comicios era que la oposición era «muy mala» y que no ofrecía ninguna alternativa real. Declaraciones similares, más controvertidas, fueron emitidas por el antiguo oponente interno de Massaccesi, Rajneri, que declaró la necesidad de una nueva victoria del radicalismo recordando a los electores el caos político ocurrido durante el gobierno justicialista de la década de 1970, describiendo a la violencia política ocurrida en aquellos días como una «guerra civil peronista» que dio origen a la situación que detonó la instauración de la dictadura.

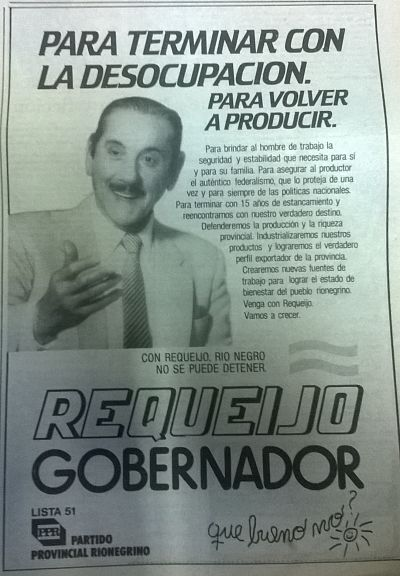
Afiche de campaña de Requeijo.

El justicialismo, encolumnado detrás de la candidatura del renovador Costanzo, organizó un amplio despliegue con actos en las principales ciudades, buscando captar la mayor cantidad de votos descontentos con el gobierno. El peronismo confiaba en que su triunfo electoral era algo que simplemente «ocurriría» y no buscó emitir demasiadas propuestas concretas. Los medios de comunicación conocían con antelación a gran parte de los dirigentes que formarían parte de su hipotético gabinete, y luego de que tomara el control del Partido Justicialista provincial había recibido el apoyo clave de figuras como Antonio Cafiero y el gobernador de La Rioja Carlos Menem, que visitó la provincia y durante una concentración peronista un año antes de la elección describió a Costanzo como «el gobernador peronista del '87». En sus discursos defendió una estrategia de planificación, rescató los logros de la gestión de Franco (a pesar de encontrarse enfrentado con su sector), y compartió con Massaccesi su defensa de trasladar la capital a la línea sur de la provincia. Sin embargo, careció de un proyecto definido y evitó dar demasiados detalles al respecto. Algunos estudios consideran que el cambio de conducción en Río Negro, a diferencia de lo ocurrido a nivel nacional, no corrigió los errores cometidos por el partido en la campaña de 1983, y que su triunfalismo excesivo pudo desencadenar su derrota.
El Partido Provincial Rionegrino, encabezado por Requeijo, mantuvo una estrategia neoconservadora ligada a lo que se conoce como «antipolítica», que cuestionaba las ideologías definidas como un lastre al momento de encarar una gestión eficiente. Requeijo rescató los logros obtenidos durante su gestión entre 1969 y 1972, y retuvo las mismas banderas bajo las que había encarado su campaña en 1973: la integración provincial, el estado de bienestar y el desarrollo del sur de la provincia. Varios de los candidatos del partido no ejercían actividad política previa y se identificaban a sí mismos como ciudadanos independientes, lo que a la postre dificultaría la capacidad del partido para consolidarse como una fuerza coherente después de su crecimiento. En su discurso de cierre de campaña, Requeijo criticó «esa propaganda agobiante, cargada de ideología, que le está mintiendo al pueblo». Otras frases emitidas por candidatos del partido, tales como «acabar con la lucha ideológica-filosófica» o la idea de «despolitizar la acción del gobierno» evidenciaron este enfoque que buscaba rivalizar con los partidos tradicionales.
Ante el gobierno nacional y el provincial, el PPR atacó fuertemente a la gestión de Alfonsín, acusándola de marginar a la región patagónica y de quitarle numerosos derechos a la provincia, exacerbando su estrategia federalista previa. Este giro confrontativo para con el llamado «poder central» pudo deberse tanto a cuestiones ideológicas como a un intento forzar la provincialización de la contienda electoral, y así evitar que el justicialismo y el radicalismo lograran un efecto arrastre por parte de sus conducciones nacionales que impidiera su crecimiento como tercera fuerza. A pesar de que Requeijo había ejercido la gobernación por la designación de un gobierno de facto y ni siquiera era oriundo de la provincia, su campaña también atacó a tales gobiernos por haber contribuido, junto a los partidos políticos nacionales, al avance del gobierno nacional sobre los derechos de la provincia.
La respuesta de la UCR ante el crecimiento del PPR durante la campaña electoral fue ignorar su presencia y centrarse en atacar al justicialismo, en gran medida debido a que consideraba que los votos descontentos que irían a parar a Requeijo estaban «perdidos» y que la mejor estrategia era intentar atraer a sectores del justicialismo, considerando que el fortalecimiento de una tercera fuerza podría afectar más a la oposición que al oficialismo.

## Resultados

### Gobernador
A nivel nacional, los comicios implicaron un devastador retroceso político para la Unión Cívica Radical, que resultó derrotada en diecisiete distritos contra el justicialismo y en otros tres por partidos provinciales. En Río Negro, sin embargo, Massaccesi resultó elegido gobernador por escaso margen con el 37,97% de los votos, un resultado mucho más estrecho que el logrado por el partido en las legislativas de medio término de 1985 y las elecciones anteriores de 1983, superando a Costanzo por solo 5.163 votos (2,83 puntos). Fue una de las dos únicas victorias radicales de la jornada, junto con la reelección del cordobés Eduardo Angeloz, lo que convirtió a Massaccesi en el único gobernador radical elegido por primera vez ese año. A pesar de que experimentó un leve crecimiento en votos absolutos con respecto a Franco en 1983 (5.987 votos) como candidato del Partido Justicialista en solitario, Costanzo sufrió una caída porcentual al recibir solo el 35,14% (1,77 menos). La sumatoria del Partido Demócrata Cristiano y el Partido Intransigente en 1983 hubiera dado al PJ un 41,01% de las preferencias, lo que dejó al Frente para la Victoria sufriendo una pérdida de 463 votos absolutos y hasta 5,87 puntos porcentuales.
La sorpresa de la jornada fue el resultado final logrado por el Partido Provincial Rionegrino, con un 21,30% de los votos, más de doce veces la cantidad de votos obtenida por el partido en 1983, con Domingo López Oribe como candidato con una plataforma muy similar, lo que implicaba un importante giro del electorado en contra del bipartidismo y un notorio éxito de la campaña antipolítica del PPR para captar dichos votos. Si bien la elección finalmente se definió entre Massaccesi y Costanzo, y el radicalismo y el peronismo acapararon juntos un 73,11% de los votos emitidos, el PPR logró resurgir con fuerza en la vida política rionegrina, pues los votos alcanzaron para que ingresara nuevamente en el legislativo provincial y para que Requeijo se consagrara como diputado nacional junto a Soria y Álvarez Guerrero, el primer diputado no bipartidista que tendría la provincia en décadas.
A nivel departamental, la UCR demostró retener su hegemonía en cuanto a la distribución territorial, imponiéndose en los departamentos Bariloche, Conesa, General Roca, Nueve de Julio, Pichi Mahuida, San Antonio, Valcheta y Veinticinco de Mayo. El justicialismo, por su parte, triunfó en Avellaneda, El Cuy, Ñorquincó y Pilcaniyeu. Por último, el PPR triunfó en el departamento Adolfo Alsina, donde se encuentra Viedma.
|  | 37,97 % |

|  | 35,14 % |

|  | 21,30 % |

|  | 1,74 % |

|  | 1,23 % |

|  | 0,93 % |

|  | 0,74 % |

|  | 0,58 % |

|  | 0,38 % |

|  | 94,61 % |

|  | 4,82 % |

|  | 0,57 % |

|  | 100 % |

|  | 83,56 % |

### Legislatura
Las pérdidas sufridas por el radicalismo, que logró conservar la gobernación y varias intendencias municipales por escaso margen gracias al contrapeso mutuo entre el PJ y el PPR se plasmó mayormente en la composición de la legislatura provincial, elegida mediante un sistema plurinominal en circunscripciones con pocos diputados. La UCR obtuvo el 38,51% de los votos contra el 34,93% del PJ y el 20,96% del PPR, y perdió cuatro bancas con respecto a 1983, quedándole 17 bancas sobre 36 y, por lo tanto viéndose privada del quorum propio. El PJ, sin embargo, no logró capitalizar esta pérdida y de hecho sufrió la pérdida de 3 bancas, quedándole 12. El PPR ingresó con fuerza a la legislatura con 7 diputados, superando a los 5 que logró en 1973, el mejor resultado legislativo de toda su historia. Ningún otro partido obtuvo representación.
|  | 38,51 % |

|  | 34,93 % |

|  | 20,96 % |

|  | 1,82 % |

|  | 1,71 % |

|  | 0,95 % |

|  | 0,76 % |

|  | 0,13 % |

|  | 0,12 % |

|  | 0,12 % |

|  | 92,09 % |

|  | 7,38 % |

|  | 0,53 % |

|  | 100 % |

|  | 83,56 % |

### Convención Constituyente
|  | 39,06 % |

|  | 35,07 % |

|  | 21,28 % |

|  | 1,70 % |

|  | 1,17 % |

|  | 0,92 % |

|  | 0,69 % |

|  | 0,12 % |

|  | 91,23 % |

|  | 8,26 % |

|  | 0,50 % |

|  | 100 % |

|  | 83,56 % |